# Tajemství Sulphur Springs
Tajemství Sulphur Springs (v anglickém originále Secrets of Sulphur Springs) je americký mysteriózní televizní seriál, který měl premiéru 15. ledna 2021 na stanici Disney Channel. Odehrává se ve fiktivním městě Sulphur Springs v Louisianě. Tvůrkyní, scenáristkou a výkonnou producentkou seriálu je Tracey Thomson; výkonným producentem je také Charles Pratt Jr. V únoru 2022 získal seriál druhou řadu.

## Příběh

### První řada
Poté, co jeho otec získá novou práci, se dvanáctiletý Griffin Campbell přestěhuje se svou rodinou do zchátralého hotelu Tremont v Sulphur Springs v Louisianě, kde údajně straší Savannah Dillonová, účastnice tábora Tremont, která zmizela před třiceti lety. Griffin objeví společně se svou novou nejlepší kamarádkou Harper tajný portál, jenž jim umožňuje cestovat o třicet let zpět v čase do roku 1990. Pomocí cestování v čase odlahují stopy související s nevyřešenou záhadou a snaží se zjistit, co se stalo Savannah.

### Druhá řada
Griffin a Harper odhalují nová tajemství o rodině Tremontových a Harper sleduje skutečného ducha zpět do třicátých let, aby se dozvěděla více o hluboce zakořeněném spojení své rodiny s hotelem. Když je zdroj energie pro stroj času neúmyslně odebrán a portál zmizí, Harper uvízne v minulosti se svým prastrýcem Samem a prapradědečkem Elijahem, zatímco její prababička Daisy je ponechána navigovat přítomností. S pomocí Savanny z jejího nového života v roce 1962 se přátelé pokoušejí opravit stroj času a vrátit portál, než bude příliš pozdě a jejich životy se navždy změní.

### Třetí řada
Do pokoje 205 se přihlásí nový duch a začne kolem Tremontu působit zmatek. Poté, co se děti dozvědí, že přítomnost zla zničí jejich životy do roku 2024, se děti předhánějí v řešení zamotané záhady v minulosti, která může být klíčem k poražení ducha v současnosti a záchraně Dunnových a Campbellových z velmi ponuré budoucnosti.

## Obsazení

### Hlavní role
- Preston Oliver jako Griffin Campbell (český dabing: Hynek Hoppe)
- Kyliegh Curran jako Harper Dunn / Daisy Tremont (český dabing: Sára Nygrýnová)
- Elle Graham jako Savannah Dillon (český dabing: Eliška Beňová Sochorová)
- Kelly Frye jako Sarah Campbell (český dabing: René Slováčková)
- Josh Braaten jako Ben Campbell (český dabing: Tomáš Novotný)
- Landon Gordon jako Wyatt Campbell (český dabing: Samuel Budiman)
- Madeleine McGraw jako Zoey Campbell (český dabing: Olivie Rafajová)
- Diandra Lyle jako Jess Dunn (český dabing: Jitka Moučková) (od 2. řady)

### Vedlejší role
- Bryant Tardy jako Topher Dunn (český dabing: Tomáš Poláček), (1. řada)
- Johari Washington jako Topher Dunn (český dabing: Tomáš Poláček), (od 2.-3. řady)
- Jermaine Williams jako Chris Dunn (český dabing: Radek Hoppe)
- Jake Melrose jako mladý Ben (český dabing: Josef Fečo), (1. řada)
- Nhedrick Jabier jako Nate (český dabing: Mateo Klimek), (1. řada)
- Trina LaFargue jako poradkyně Becky (český dabing: Kristýna Valová), (1. řada)
- Jim Gleason jako Bennett Campbell, Sir. (český dabing: Rudolf Kubík), (1. řada)
- Diandra Lyle jako Jess Dunn (český dabing: Jitka Moučková), (1. řada)
- Izabela Rose jako mladá Jess (český dabing: Anežka Saicová), (1. řada)
- Adam Henslee jako Keith (český dabing: Jiří Köhler), (1. řada)
- Dickson Obahor jako Derrick (český dabing: Bohdan Tůma), (1. řada)
- Chloe Guidry jako Quinn (český dabing: Klára Hobzová), (1. řada)
- Sherri Marina jako paní Douglas (český dabing: Petra Hobzová), (1. řada)
- Robert Larriviere jako hotelový manažer (český dabing: Jiří Valšuba), (1. řada)
- Billy Slaughter jako strážník Stevens (1. řada)
- Ethan Hutchinson jako mladý Sam Tremont (2. řada)
- Robert Manning Jr. jako Elijah Tremont (2. řada)
- Kenneisha Thompson jako Grace Tremont (2. řada)
- Eugene Byrd jako dospělý Sam Tremont
- Joyce Guy jako Dospělá Ruby (3. řada)
- Jaidyn Triplett jako Ruby (3. řada)
- Ashley Jones jako Dospělá Daisy (3. řada)

## Řady a díly
| Řada | Díly | Premiéra v USA  | Premiéra v USA  | Premiéra v ČR   | Premiéra v ČR   |
| Řada | Díly | První díl       | Poslední díl    | První díl       | Poslední díl    |
| ---- | ---- | --------------- | --------------- | --------------- | --------------- |
| 1    | 11   | 15. ledna 2021  | 12. března 2021 | 8. května 2021  | 22. května 2021 |
| 2    | 8    | 14. ledna 2022  | 25. února 2022  | 4. června 2022  | 26. června 2022 |
| 3    | 8    | 24. března 2023 | 5. května 2023  | nebylo vysíláno | nebylo vysíláno |

## Produkce
Pilotní díl projektu Sulphur Springs měla původně odvysílat stanice Disney Channel, později byl ale nabídnut službě Disney+, která se rozhodla sestavit obsazení pro celou řadu. Seriál vstoupil do předprodukce, kvůli problémům během castingu jej však Disney+ odmítlo. V květnu 2019 dostala vývoj seriálu na starost opět stanice Disney Channel, jež pokračovala v předešlém castingu; do té doby byly obsazeny dvě role. Každý z dílů měl původně trvat hodinu, nakonec byla jejich délka zkrácena na půl hodiny. V říjnu 2019 byla stanicí oficiálně objednána plná řada o jedenácti epizodách.
Produkce seriálu měla začít v roce 2020 ve městě New Orleans. Natáčení začalo v Louisianě koncem roku 2019 a bylo pozastaveno 23. února 2020 kvůli pandemii covidu-19; dokončeno bylo mezi 5. říjnem až 6. listopadem 2020. Dne 23. dubna 2021 objednala stanice druhou řadu, jejíž premiéra proběhla 14. ledna 2022. Třetí řada seriálu byla objednána 7. února 2022.

## Vysílání
Ve Spojených státech měl seriál premiéru ve třech epizodách spojených do hodinového speciálu, který 15. ledna 2021 odvysílala stanice Disney Channel. Zbylé díly pak byly vysílány každý pátek až do 12. března téhož roku.
Seriál se stal prvním z portfolia stanice Disney Channel, který byl na službě Disney+ prioritně vydáván. Prvních pět epizod bylo k dispozici 26. února 2021 a další díly byly vydávány každý pátek až do 9. dubna téhož roku.